# Park Ji-yoon
Park Ji-yoon (en coreano: 박지윤, Seúl, 3 de enero de 1982) es una cantante, actriz y modelo surcoreana.

## Biografía

### Primeros años
En 1993, a la edad de 11 años, Park Ji Yoon debutó como modelo y apareció en la portada de la revista HighTeen, a los 13 años como modelo Haetae CF. 
A partir de ahí, su carrera como modelo ganó ímpetu y comenzó a recibir ofertas para trabajar en televisión. En el mismo año, Park Ji Yoon consiguió un papel en una serie de drama de la SBS para los adolescentes. En 1996, después de firmar con Taewon Movie Productions, un productor de música escuchó cantar a Park Ji Yoon y le sugirió que debería convertirse en una cantante. 
Park Ji Yoon amaba el canto y la música desde que era niña - siempre canto y actuó en frente de su familia y en el coro de la iglesia. Se preparó para la entrada en una escuela secundaria de arte, talento, Park Ji Yoon continuó asistiendo a clases de canto y se aferró a la oportunidad de comenzar su carrera como cantante. 

## Carrera musical

### Inicios
En 1997, debutó como cantante con su álbum, "Ha-Neul Saek Kkum", or "Sky Dreams" en 1998, lanzó su segundo álbum, "Steal Away", que fue seguido por su tercer álbum en 1999. 
Continuó con su carrera como actriz y en 1999, consiguió un papel en la comedia de MBC muy popular, "Nam Ja Saet, Yeo Ja Saet", or "Three Men and Three Ladies", así como para la serie de drama "Ghost" de SBS. 
En 1999 llamó la atención del mega-productor "JYP", y lanzó su álbum "Sung In Shik". El álbum es considerado un gran avance en la cultura pop de Corea y sentar las bases para la dirección musical de Jiyoon. 
Deja su imagen de "niña" de lado y se convierte en una sensación del pop. Su popularidad como artista siguió aumentando, estableciendo bases de admiradores en toda Asia. 
En 2001 lanzó su quinto álbum con "JYP", que fue seguido por su álbum sexto con "JYP" en el año 2002. En 2003 deja su carrera musical para tomarse un breve descanso y centrarse en la actuación.
Después de su sexto álbum, dio un paso atrás y decidió viajar por el mundo y encontrarse a sí misma de nuevo como un artista. Siempre con un gran interés por el arte y la fotografía, Comenzó un curso intensivo de auto-estudio en la fotografía y en 2007, publicó "Bi Mil Jung Won", o "Secret Garden" una colección de fotografía y poesía. 
En conjunción con el lanzamiento de sus ensayos fotográficos, llevó a cabo una exposición de fotografías de su colección de fotografía "Secret Garden" en Seúl, Corea.
Después de 6 años de su descanso de la escena musical, 'lanzó su álbum séptimo en 2009, "Kkot, Da-shi Chut Bon Jjae", o "Flower, Again for the First Time", un álbum más suave y acústica impulsada. 
En el mismo año, Park Ji Yoon Creative fue creado, lo que le permitió tomar el control creativo sobre sus producciones musicales y artísticas. 
Con el establecimiento de su propia compañía, ha encontrado más pasión en la escritura y producción de la música, así como profundizar en la fotografía y la poesía. 
Su compromiso con el arte solo se ha magnificado por la búsqueda de encontrar a sí misma como un verdadero artista.
Actualmente se centra en su carrera como cantante y tan es así que aceptó aparecer en la segunda temporada de "Opera Star 2012" del canal de cable tvN, donde sus habilidades vocales no pasan por alto y también se encuentra promocionando su nuevo álbum llamado "Vol.8/ Dream of Becoming a Tree", que fue lanzado el 20 de febrero de 2012 bajo el sello de Sony.

## Más Información
Park Ji Yoon es muy conocida en el exterior de Corea por su actuar, cantar y aptitudes de modelaje. Ella tiene un B.F.A. de Namseoul Ambiental en la Universidad de Arte y Diseño, pero no hablaremos de esto por el momento. Su voz tiene calidad pura, la misma que le ha hecho ganar muchos admiradores.
Esta diva Coreana es conocida por sus distintivos vídeos musicalespasados. En el vídeo musical "Adul Ceremony" se ve a una Park Ji Yoon extremadamente sexy, esto ocasionó la prohibición de su vídeo en varias estaciones de televisión, que fue tan gráfico que fue prohibido desde el aire en muchas redes de Corea. Y en el vídeo musical "I am a Man" donde sale completamente caracterizando a un hombre.

## Discográfica

### Álbumes
| Año  | Título                                                 | Lanzamiento    | Sencillos |
| ---- | ------------------------------------------------------ | -------------- | --- |
| 1997 | 1집 Park Ji Yoon                                       | 1 de diciembre | Emotion (가제:faraway) |
| 1998 | 2집 Blue Angel                                         | 6 de noviembre | Steal Away, 소중한 사랑 (Precious Love), 내 눈에 슬픈 비 (Tears as Rain)                                                          |
| 1999 | 3집 The Age Ain't Nothing But A Number                 | 8 de agosto    | 아무것도 몰라요 (I Don't Know Anything), 가버려 (Go Away)                                                                         |
| 2000 | 4집 성인식                                             | 26 de julio    | 성인식 (Adult Ceremony), 달빛의 노래 (Moonlight Song), 환상 (Illusion)                                                            |
| 2002 | 5집 Man                                                | 11 de enero    | 난 남자야 (I'm a Man), 난 사랑에 빠졌죠 (I'm Falling in Love), 백조 (Swan)                                                        |
| 2003 | 6집 Woo~Twenty One                                     | 27 de febrero  | 할 줄 알어? (How Do You Do It?), DJ (feat. PSY for Yamazone), 여자가 남자에게 바라는 11가지 (11 Things That Girls Want From Boys) |
| 2009 | 7집 Flower, Again For The First Time - 꽃, 다시 첫번째 | 27 de abril    | 바래진 기억에 (In Faded Memory)                                                                                                   |
| 2012 | 8집 Dream of Becoming a Tree                           | 20 de febrero  | Quiet Dream |

## Filmografía

### Películas
| Año  | Título      | Rol                 |
| ---- | ----------- | ------------------- |
| 1998 | First Kiss  | Joo Yoo Won (cameo) |
| 2010 | Seoul       | Ji Hye              |
| 2012 | Grape Candy | So Ra               |

### Series de televisión
| Año       | Título                     | Rol          | Canal     |
| --------- | -------------------------- | ------------ | --------- |
| 1993      | Dinosaur Teacher           |              | SBS       |
| 1998      | Three Guys and Three Girls | Park Ji Yoon | MBC       |
| 1999      | Ghost                      | Jun Hee      | SBS       |
| 2004      | Human Market               | Oh Da Hye    | SBS       |
| 2006-2008 | Bicheonmoo                 | Taruga Sulli | GDTV/SBS  |
| 2011      | Lie to Me                  | Mánager Park | SBS       |
| 2012      | Goodbye Dear Wife          | Oh Hyang Gi  | Channel A |
| 2012      | Family                     | Woo Ji Yoon  | KBS 2TV   |
| 2013      | Pretty Man                 | Myo Mi       | KBS 2TV   |

### Programa de variedades
| Año                    | Título                             | Canal | Notas                                                                                                  |
| ---------------------- | ---------------------------------- | ----- | --- |
| 2011, 2013, 2014, 2015 | Hello Counselor                    | KBS2  | (eps. #29, 148, 163 y 251) - invitada                                                                  |
| 2015                   | Running Man                        | SBS   | (ep. #232) - participante                                                                              |
| 2016                   | I Can See Your Voice S3            | Mnet  | (ep. #9-10) - miembro del panel de detectives                                                          |
| 2016                   | Battle Trip                        | KBS2  | (ep #4) participante - junto a Lee Won-il                                                              |
| 2016, 2015             | King of Mask Singer                | MBC   | (ep. Special Live 2016) - jueza invitada (ep. 29-30) - participó como "Coy Hundred Steps Pumpkin Seed" |
| 2021-                  | All Girls' School Detective's Club | TVing | miembro                                                                                                |

## Premios y nominaciones
| Año  | Premiación              | Categoría                   | Trabajo nominado         | Resultado |
| ---- | ----------------------- | --------------------------- | ------------------------ | --------- |
| 1999 | Mnet Asian Music Awards | Mejor artista femenina      | «아무것도 몰라요»        | Nominada  |
| 2000 | Mnet Asian Music Awards | Mejor artista femenina      | «Coming of Age Ceremony» | Ganadora  |
| 2000 | Mnet Asian Music Awards | Mejor presentación de baile | «Coming of Age Ceremony» | Nominada  |